# Aleksandar Stankov
Aleksandar Stankov (Macedonisch: Александар Станков) (Štip, 19 februari 1991) is een voormalig Macedonisch profvoetballer met tevens de Nederlandse nationaliteit die als aanvaller speelde.

## Loopbaan
Stankov speelde tot de B-jeugd bij VV Swalmen. Hij maakte de overstap als A-junior naar SVC 2000 in Maasniel, waar hij ook in het eerste elftal speelde. In het seizoen 2008/09 vertrok hij naar Roda JC, waar hij in de jeugdopleiding terechtkwam. Op 3 juni 2009 maakte hij zijn debuut voor Roda JC als invaller in de uitwedstrijd tegen SC Cambuur-Leeuwarden, het derde duel van de playoffs. Zijn debuut in de eredivisie maakte hij op 3 april 2010 in de thuiswedstrijd tegen RKC Waalwijk. In 2012 speelde hij kort op huurbasis voor FC Oss waarna zijn contract bij Roda in de zomer van 2012 afliep.
Stankov speelt sindsdien op amateurbasis voor Hobro IK op het tweede niveau in Denemarken. In december tekende hij een contract dat hem van januari 2013 tot medio 2014 aan Viborg FF verbond. Hij werd basisspeler en zijn contract werd verlengd tot medio 2017. Stankov werd in het seizoen 2015/16 in twee periodes verhuurd aan AC Horsens. In de winterstop van het seizoen 2016/17 haalde Viborg veel nieuwe spelers en had geen plek meer voor Stankov. In maart 2017 werd hij verhuurd aan HB Tórshavn uit de Faeröer en die club nam hem na afloop van zijn contract per juli van dat jaar over voor de rest van het seizoen 2017. Ook in 2018 speelde hij voor de club. Medio 2019 ging hij voor SC Union Nettetal in de Oberliga Niederrhein spelen. In januari 2020 ging Stankov naar RKSV Groene Ster. Medio 2021 ging hij naar KFC Diest. In het seizoen 2022/23 speelde hij voor FC Esperanza Pelt. Medio 2023 komt hij uit voor FC Turkse Rangers.
Zijn tweelingbroer Antonio is ook voetballer en ze speelden bij meerdere clubs samen. Beide Stankovs speelden ook jeugdinterlands voor Macedonië.

## Carrière
| seizoen         | club                     | land            | competitie      | wed. | goals |
| --------------- | ------------------------ | --------------- | --------------- | ---- | ----- |
| 2008/09         | Roda JC                  | Nederland       | Eredivisie      | 0    | 0     |
| 2009/10         | Roda JC                  | Nederland       | Eredivisie      | 1    | 0     |
| 2010/11         | Roda JC                  | Nederland       | Eredivisie      | 1    | 0     |
| 2011/12         | Roda JC                  | Nederland       | Eredivisie      | 0    | 0     |
|                 | FC Oss (huur)            | Nederland       | Eerste divisie  | 13   | 5     |
| 2012/13         | Hobro IK                 | Denemarken      | 1. division     | 3    | 2     |
|                 | Viborg FF                | Denemarken      | 1. division     | 12   | 2     |
| 2013/14         | Viborg FF                | Denemarken      | Superligaen     | 30   | 5     |
| 2014/15         | Viborg FF                | Denemarken      | 1. division     | 30   | 6     |
| 2015/16         | Viborg FF                | Denemarken      | Superligaen     | 0    | 0     |
|                 | AC Horsens (huur)        | Denemarken      | 1. division     | 19   | 3     |
| 2016/17         | Viborg FF                | Denemarken      | Superligaen     | 9    | 1     |
| 2017            | HB Tórshavn (deels huur) | Faeröer         | Meistaradeildin | 13   | 9     |
| Carrière totaal | Carrière totaal          | Carrière totaal | Carrière totaal | 131  | 33    |

## Erelijst
- 1. division: 2012/13, 2014/15